# Amtsgericht Luckenwalde

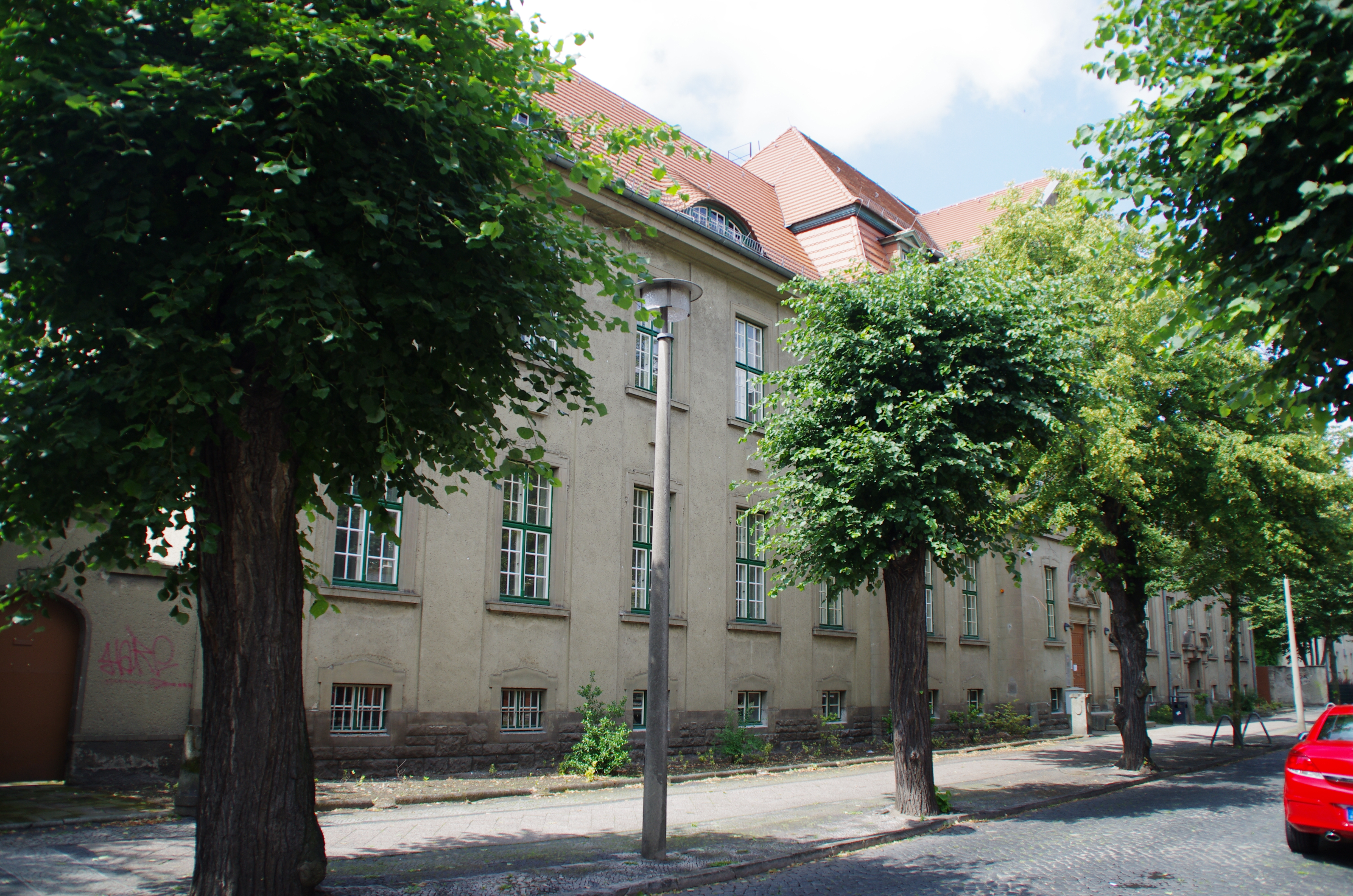
Gerichtsgebäude (2013)

Das Amtsgericht Luckenwalde, ein Gericht der ordentlichen Gerichtsbarkeit, ist eines von sechs Amtsgerichten (AG) im Bezirk des Landgerichtes Potsdam.

## Gerichtssitz und -bezirk
Sitz des Gerichtes ist Luckenwalde, die Kreisstadt des Landkreises Teltow-Fläming. Der 1334 km² große Gerichtsbezirk umfasst die Städte Luckenwalde, Dahme/Mark, Jüterbog und Trebbin sowie die Gemeinden Dahmetal, Ihlow, Niederer Fläming, Niedergörsdorf und Nuthe-Urstromtal. In ihm leben rund 64.000 Menschen. Zwangsversteigerungs- und Zwangsverwaltungsverfahren führt das AG Luckenwalde zugleich für den Bezirk des Amtsgerichtes Zossen durch.
Registergericht ist das Amtsgericht Potsdam, das auch für Insolvenzverfahren zuständig ist. Mahnverfahren bearbeitet das Amtsgericht Wedding als Zentrales Mahngericht.

## Übergeordnete Gerichte
Dem Amtsgericht Luckenwalde ist das Landgericht Potsdam übergeordnet. Zuständiges Oberlandesgericht ist das Brandenburgische Oberlandesgericht in Brandenburg an der Havel.

## Geschichte
Ab 1849 bestand das Kreisgericht Jüterbog mit einer Zweigstelle („Gerichtsdeputation“) in Luckenwalde. Übergeordnet war das Appellationsgericht Frankfurt a. d. Oder. Im Rahmen der Reichsjustizgesetze wurden diese Gerichte aufgehoben und reichsweit einheitlich Oberlandes-, Land- und Amtsgerichte gebildet. Das königlich preußische Amtsgericht Luckenwalde wurde mit Wirkung zum 1. Oktober 1879 als eines von elf Amtsgerichten im Bezirk des Landgerichtes Potsdam im Bezirk des Kammergerichtes gebildet. Der Sitz des Gerichtes war die Stadt Luckenwalde. Sein Gerichtsbezirk umfasste aus dem Landkreis Jüterbog-Luckenwalde den Stadtbezirk Luckenwalde und die Amtsbezirke Blankensee, Dobbrikow und Woltersdorf sowie die Gemeindebezirke Kemnitz, Zülichendorf, Dümde, Jänickenhof, Kolzenburg und die Gutsbezirke Elsthal und Lindenberg aus anderen Amtsbezirken. Daneben den Gemeindebezirk Schöneweide aus dem Kreis Teltow. Am Gericht bestanden 1880 zwei Richterstellen. Das Amtsgericht war damit ein mittelgroßes Amtsgericht im Landgerichtsbezirk. Mit der Bildung des Amtsgerichtes Trebbin am 1. Januar 1888 gab das Amtsgericht Luckenwalde den Amtsbezirk Blankensee an dieses ab.
Nach dem Zweiten Weltkrieg wurden 1945 die Gerichtszuordnungen überarbeitet und das Amtsgericht Luckenwalde war von 1945 bis 1951 dem Landgericht Cottbus nachgeordnet. Von 1951 bis 1952 war es dann wieder dem Landgericht Potsdam zugeordnet. Zum 1. Juli 1951 wurde das Amtsgericht Baruth in eine Zweigstelle des Amtsgerichtes Luckenwalde umgewandelt. Im Jahre 1952 wurden in der DDR die Amtsgerichte abgeschafft und stattdessen Kreisgerichte gebildet. Luckenwalde kam zum Kreis Luckenwalde, zuständiges Gericht war damit das Kreisgericht Luckenwalde. Das Amtsgericht Luckenwalde wurde aufgehoben.
Das Brandenburgische Gerichtsneuordnungsgesetz (BbgGerNeuOG), verkündet als Artikel 1 des Gesetzes zur Neuordnung der ordentlichen Gerichtsbarkeit und zur Ausführung des Gerichtsverfassungsgesetzes im Land Brandenburg vom 14. Juni 1993, verfügte zum 1. Dezember 1993 die Fortführung der bestehenden Kreisgerichte als Amtsgerichte, die Fortführung der Bezirksgerichte in Cottbus, Frankfurt (Oder) und Potsdam als Landgerichte und die Errichtung eines weiteren Landgerichtes in Neuruppin. Damit entstand das Amtsgericht Luckenwalde neu.

## Gebäude
Das Gericht ist im Gebäude Lindenallee 16 untergebracht. Der 1913 errichtete Putzbau mit Formen des Barocks und des Bauens um 1800 steht unter Denkmalschutz. Eine Nebenstelle ist in der Straße Markt 25 eingerichtet.